# Huebampo
Huebampo är en ort i Mexiko.   Den ligger i kommunen Navojoa och delstaten Sonora, i den västra delen av landet, 1 300 km nordväst om huvudstaden Mexico City. Huebampo ligger 52 meter över havet och antalet invånare är 201.
Terrängen runt Huebampo är platt. Runt Huebampo är det ganska tätbefolkat, med 67 invånare per kvadratkilometer. Närmaste större samhälle är Las Bocas, 15,1 km sydväst om Huebampo. Omgivningarna runt Huebampo är i huvudsak ett öppet busklandskap.